# Fuding
Fuding (福鼎 ; pinyin : Fúdǐng) est une ville de la province du Fujian en Chine. C'est une ville-district placée sous la juridiction de la ville-préfecture de Ningde.

## Démographie
La population du district était de 553 651 habitants en 1999.